# Hyalurga discozellularis
Hyalurga discozellularis là một loài bướm đêm thuộc phân họ Arctiinae, họ Erebidae.